# Phoenix Contact

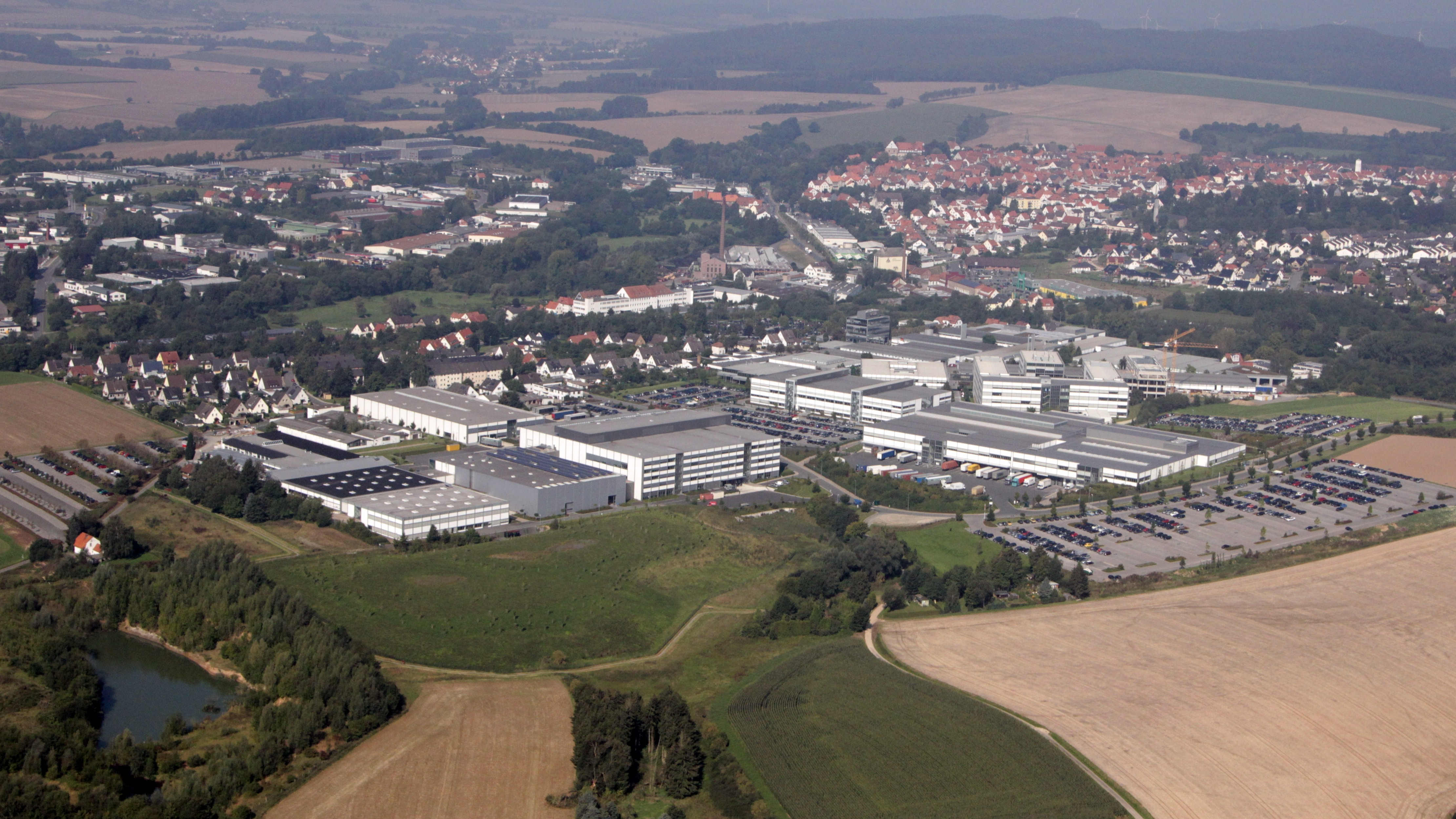
In primo piano la sede a Blomberg. In secondo piano la zona industriale a sinistra, a destra la città storica

La Phoenix Contact GmbH & Co. KG è una società tedesca di componenti e sistemi per l'automazione industriale. La sede è a Blomberg (Renania Settentrionale-Vestfalia).
È membro dell'Istituto europeo per le norme di telecomunicazione (ETSI).

## Storia
Hugo Knümann fonda nel 1923 a Essen un negozio di commercio di prodotti elettrici e in particolare di supporti per cavi elettrici delle linee aeree dei tramway. Fonda poco dopo la società Phönix Elektrizitätsgesellschaft.
Nel 1928 concepisce in collaborazione con la Rheinisch-Westfälischen Elektrizitätswerken (RWE) la prima serie modulare di contatti aerei poi utilizzati nelle centrali elettriche della RWE.
La notte del 13 marzo 1943 la sede situata in Hollestraße 36 a Essen viene bombardata, le attività produttive vengono quindi spostate a Blomberg. Nel 1957 viene eretto il primo stabilimento nel quartiere Flachsmarkt e dal 1966 la sede viene definitivamente spostata a Blomberg.

## Phoenix Contact-Gruppe

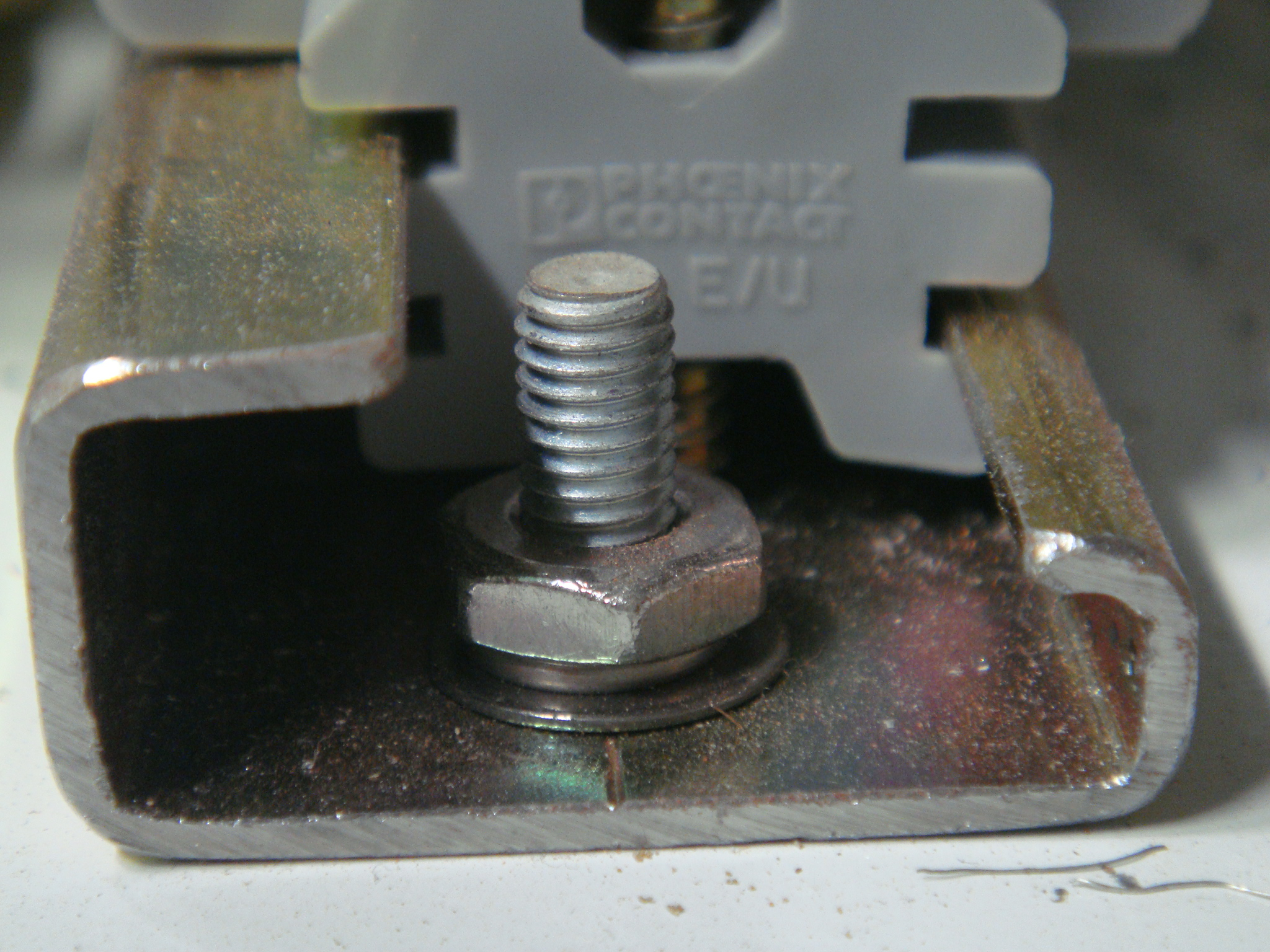
Sezione trasversale di una guida DIN a sezione G, con apparecchiature elettriche montate Phoenix Contact.

Al gruppo Phoenix Contact appartengono 14 società tedesche e altre 55 nel mondo. I prodotti sono approntati in 11 paesi diversi.
Phoenix Contact è una delle 28 società del consorzio BMBF - Intelligente technische Systeme (it’s OWL).